# BMW M40
Il BMW M40 è una gamma di motori a scoppio a benzina per uso automobilistico prodotti dal 1987 al 1995 dalla casa automobilistica tedesca BMW.

## Descrizione

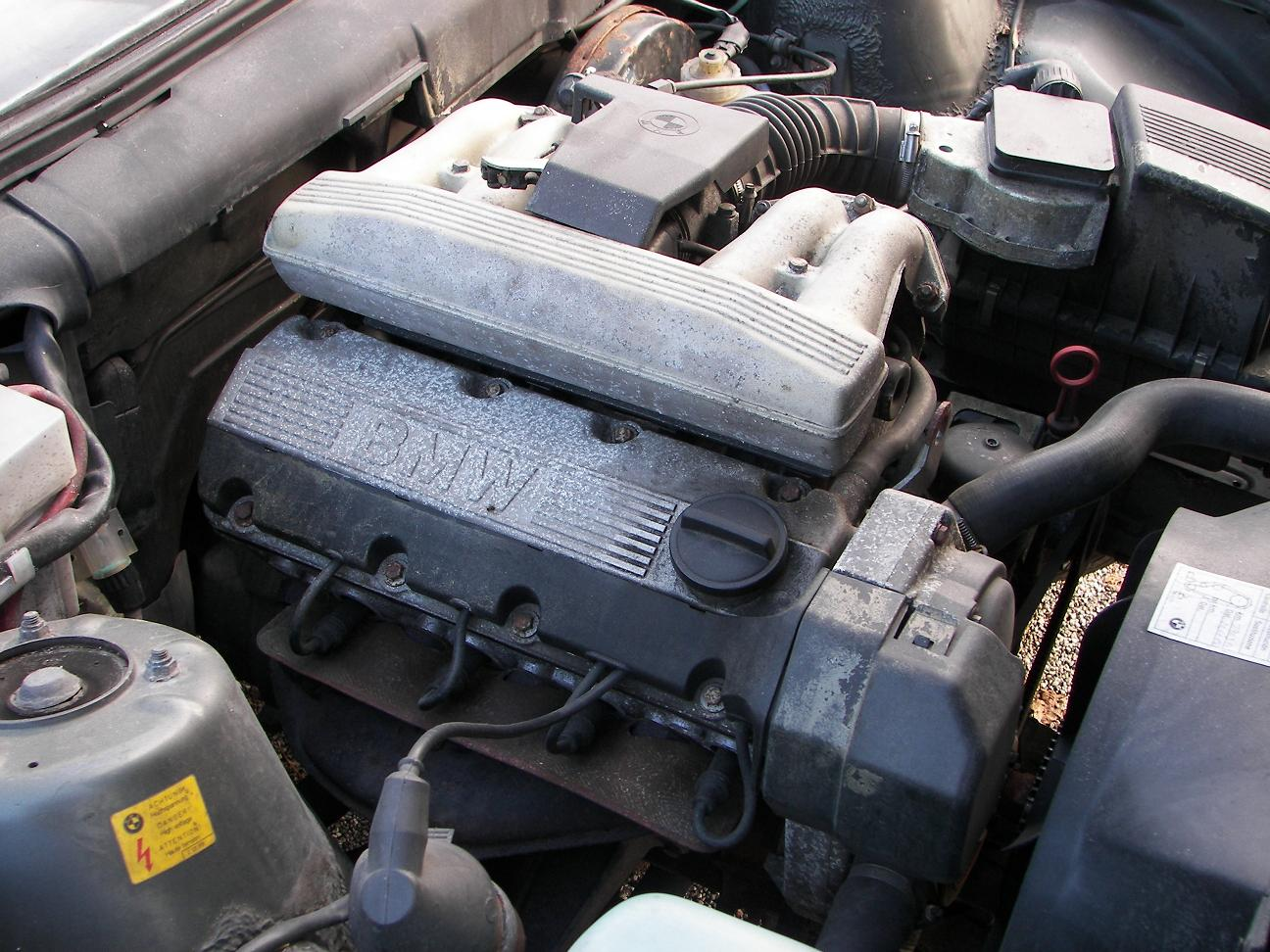
Motore BMW M40B16

Questo motore andò a raccogliere l'eredità di una parte della grossa famiglia di motori BMW M10, che annoverava unità tra i 1.6 ed i due litri.
La famiglia M40 fu composta unicamente di due versioni, una da 1.6 e l'altra da 1.8 litri di cilindrata: come le componenti della famiglia M10, anche i due nuovi motori erano a 4 cilindri, e vennero montati esclusivamente sulle versioni di base delle ultime BMW Serie 3 E30, sulle prime E36 e sulle 518i E34. Le caratteristiche principali dei due motori costituenti la famiglia M40 erano:
- architettura a 4 cilindri in linea;
- distribuzione ad un albero a camme in testa e due valvole per cilindro;
- alimentazione ad iniezione elettronica;
- presenza del catalizzatore.

Di seguito vengono descritte le caratteristiche dei due motori che hanno costituito la famiglia M40.

### M40B16

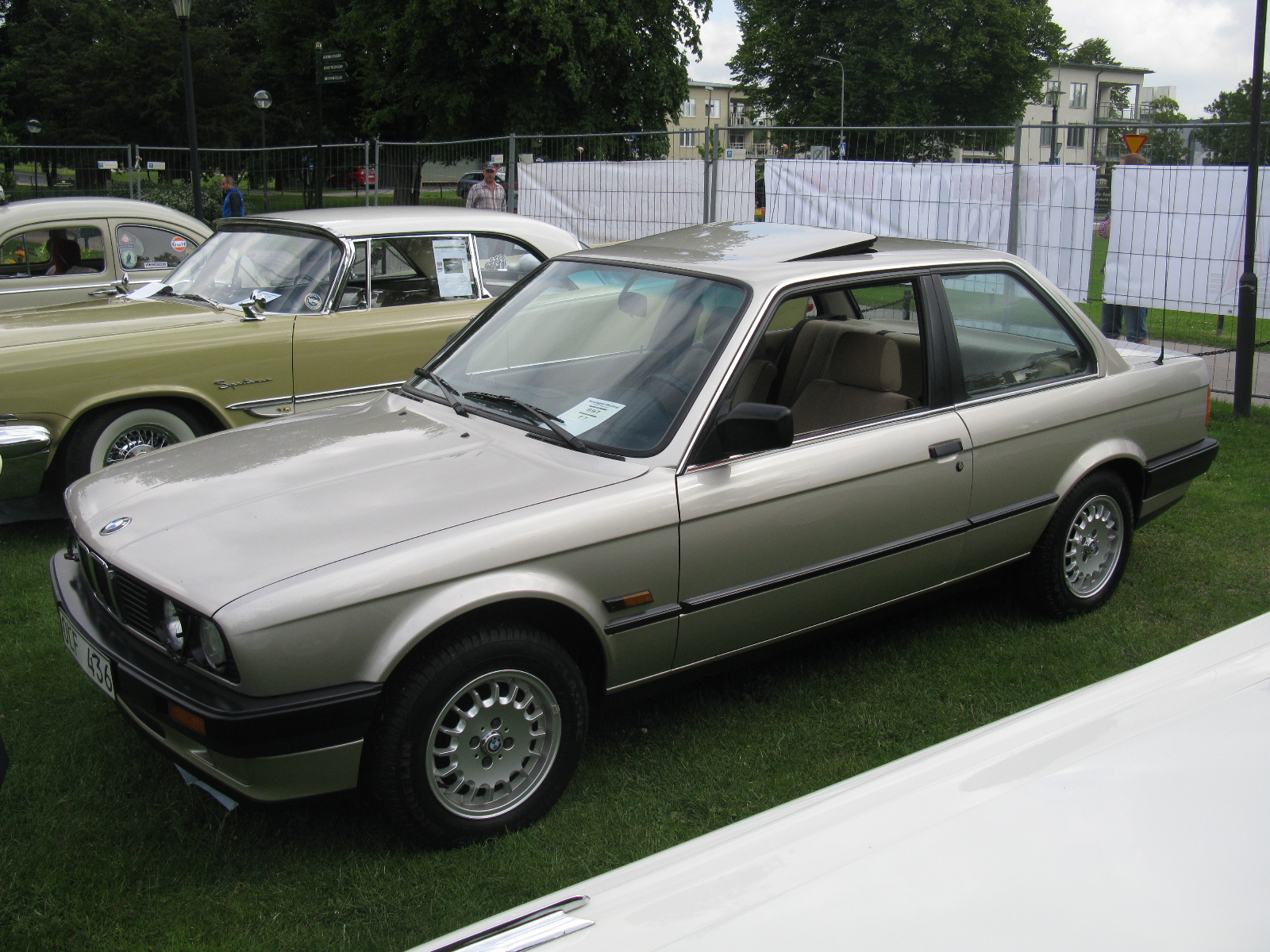
BMW 316i E30 con motore M40B16

Con questa sigla viene indicata la versione da 1.6 litri, nata sulla base del vecchio motore di pari cilindrata, del quale vennero mantenute le misure dell'alesaggio, ma rispetto al quale venne leggermente allungata la corsa, di un solo mm. Le misure di alesaggio e corsa definitive dichiaravano quindi un 84x72 mm, con una cilindrata totale di 1596 cm³. Questo motore raggiungeva una potenza massima di 101 CV a 5500 giri/min, mentre la coppia massima arrivava a 143 Nm a 4250 giri/min.
Questo motore è stato utilizzato per i modelli:
- BMW 316i E30 (1988-94);
- BMW 316i E36 (1991-95)
- Bertone Freeclimber 2 (1992-94)

### M40B18

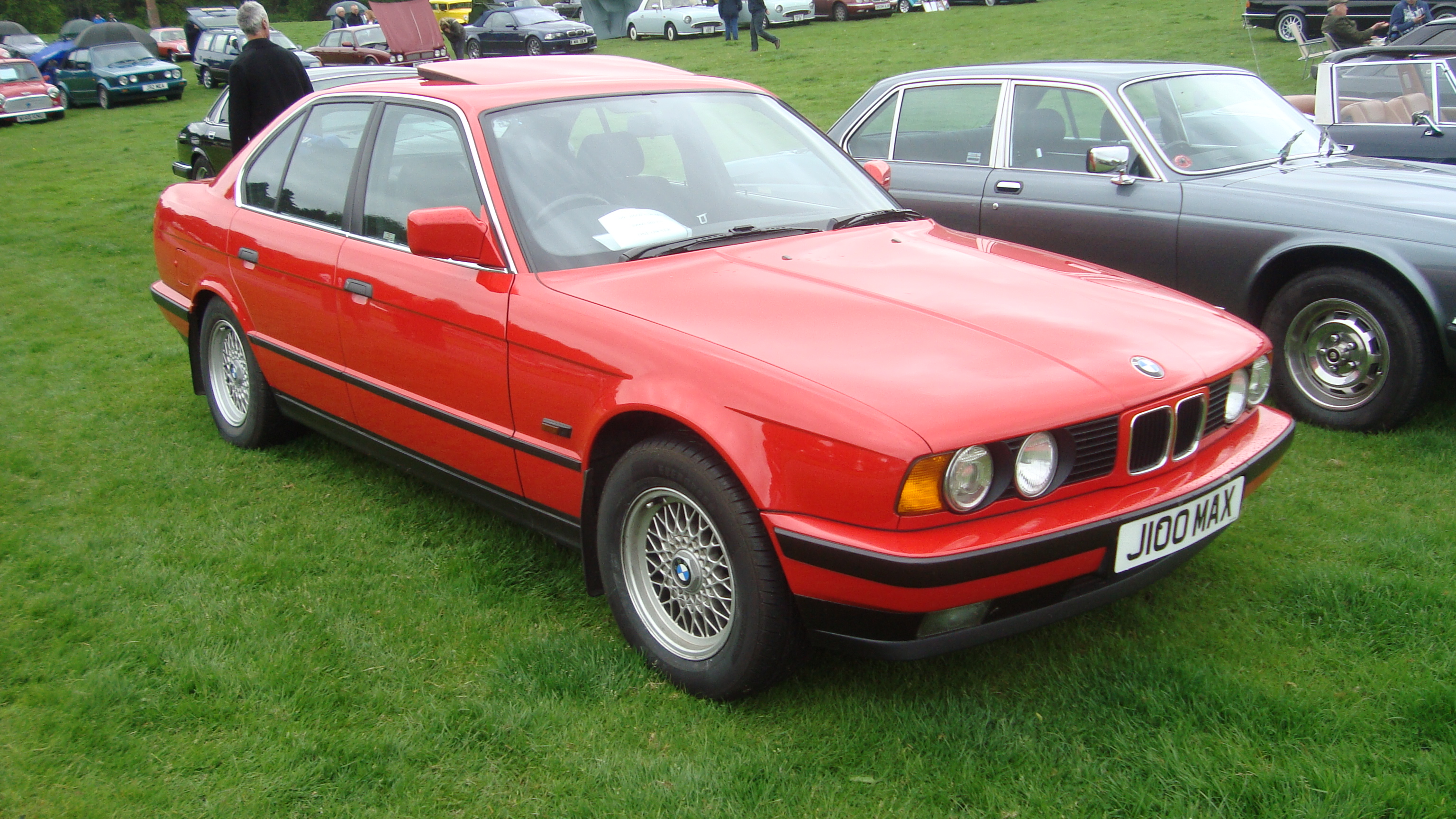
BMW 518i SE del 1992 con motore M40B18

Questa sigla identifica invece la maggiore delle due versioni componenti la famiglia M40, vale a dire l'unità da 1.8 litri. Tale unità derivava anch'essa dal vecchio 1.6 della famiglia M10, ed anch'esso conservava lo stesso alesaggio della precedente unità, ma utilizzava nuove bielle mutuate dalla più grossa unità da 2.7 litri della famiglia M20. La corsa risultò quindi maggiorata ad 81 mm. La cilindrata era quindi di 1796 cc, con una potenza massima di 115 CV a 5500 giri/min ed una coppia massima di 166 N·m a 4250 giri/min.
Questo motore è stato utilizzato per i modelli:
- BMW 318i E30 (1988-94);
- BMW 318i E36 (1991-94);
- BMW 518i E34 (1988-94)